# Genouillé (Vienne)
Genouillé (okzitanisch: gleichlautend) ist ein westfranzösischer Ort und eine Gemeinde (commune) mit 493 Einwohnern (Stand 1. Januar 2022) im Département Vienne in der Region Nouvelle-Aquitaine.

## Lage
Der Ort Genouillé liegt etwa sechs Kilometer (Fahrtstrecke) südlich des Kantonshauptortes Civray in einer Höhe von etwa 140 m ü. d. M.; die ehemals bedeutende aber bereits vor der Französischen Revolution aufgelöste und weitgehend zerstörte Benediktinerabtei von Charroux befindet sich nur neun Kilometer nordöstlich.

## Bevölkerungsentwicklung
| Jahr                      | 1962 | 1968 | 1975 | 1982 | 1990 | 1999 | 2006 | 2012 |
| Einwohner                 | 888  | 800  | 681  | 589  | 537  | 511  | 521  | 534  |
| Quelle: Cassini und INSEE |      |      |      |      |      |      |      |      |

Im 19. Jahrhundert hatte die Gemeinde meist zwischen 1200 und 1500 Einwohner; die Reblauskrise im Weinbau und die Mechanisierung der Landwirtschaft führten in der ersten Hälfte des 20. Jahrhunderts zu einem Verlust an Arbeitsplätzen und zu einem kontinuierlichen Rückgang der Bevölkerungszahlen bis auf die Tiefststände der letzten Jahrzehnte.

## Wirtschaft
Seit Jahrhunderten spielt die ehemals hauptsächlich zur Selbstversorgung betriebene Landwirtschaft die größte Rolle im Wirtschaftsleben der Gemeinde. Angebaut werden Weizen, Gerste und Mais aber auch Raps und Sonnenblumen zur Ölgewinnung. Etwa 25 % der Anbaufläche von insgesamt annähernd 2000 Hektar sind dem Anbau von Futtermitteln vorbehalten, die von den Viehzüchtern in der Umgebung benötigt werden. Einige leerstehende Häuser wurden zu Ferienwohnungen (gîtes) umgebaut.

## Geschichte
Zur Geschichte des Ortes ist kaum etwas bekannt; der Ortsname legt einen gallorömischen Ursprung nahe. Die Existenz einer romanischen Kirche lässt auf eine mittelalterliche Ansiedlung schließen.

## Sehenswürdigkeiten

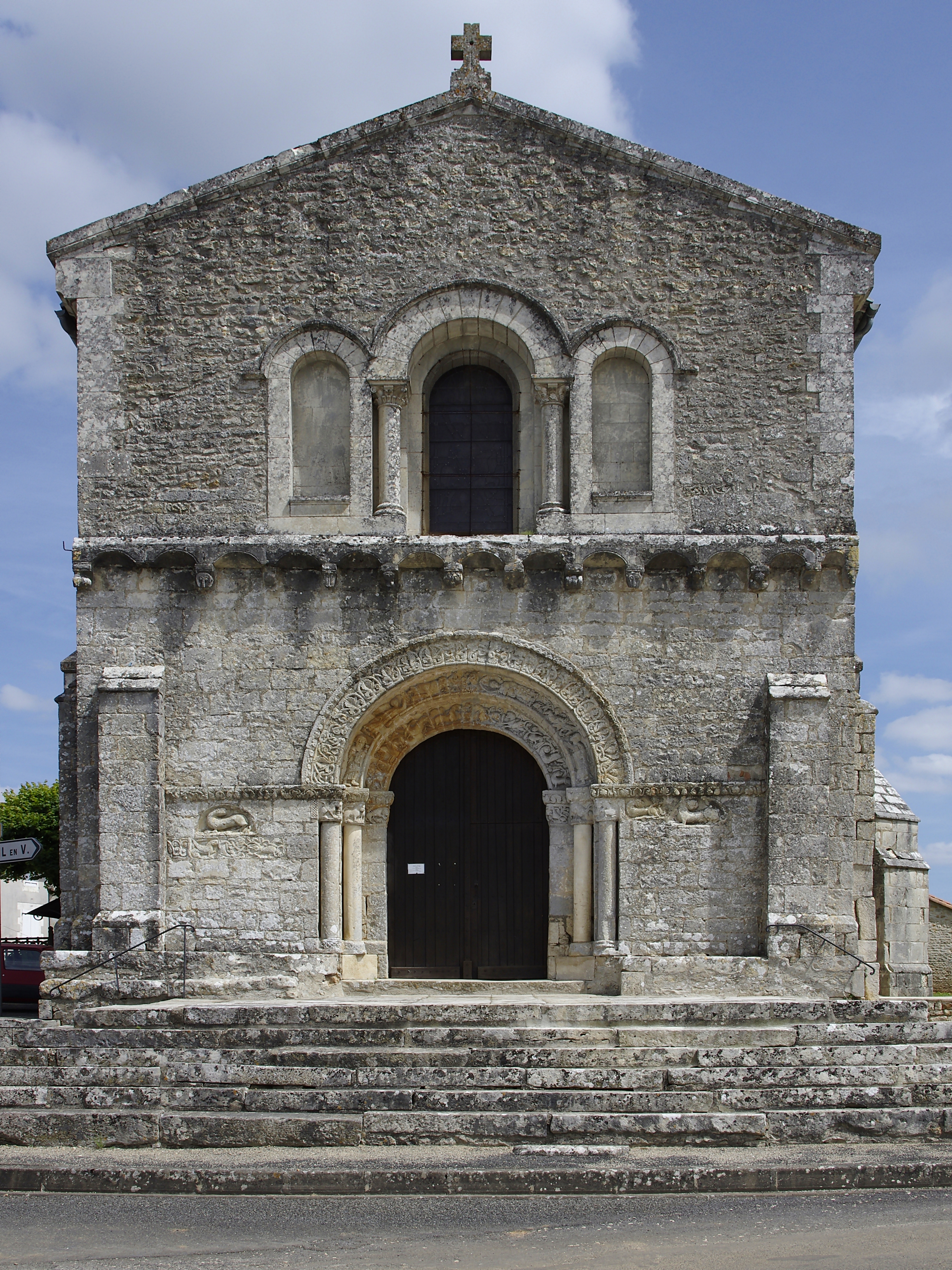
Kirche Notre-Dame

Siehe auch: Liste der Monuments historiques in Genouillé (Vienne)
- Die im 12. Jahrhundert erbaute und im 15. Jahrhundert mit einem flachschließenden gotischen Chor versehene Pfarrkirche Notre-Dame war wahrscheinlich der nahegelegenen Abtei Charroux zugeordnet. Eine Interpretation der Kirche als Prioratskirche ist zwar urkundlich nicht explizit belegt, doch lässt die Gesamterscheinung und vor allem die aufwendige Bauzier des Westportals eine Einstufung als reine Pfarrkirche eher zweifelhaft erscheinen. Markantester Bauteil ist die zweigeschossige Westfassade, deren Obergeschoss jedoch im 18. oder 19. Jahrhundert erneuert wurde. Das mit einem zum Teil figürlich gestalteten Konsolenfries abschließende Erdgeschoss zeigt hingegen einen enormen dekorativen und figürlichen Reichtum: Die Kapitellzone und der innere Bogen des mehrfach abgestuften Portals zeigen Löwen, Greifen und Mischwesen (Chimären); diese setzen sich seitlich fort. Die Stirnseite der zweiten Archivolte ist mit Figuren (Propheten und Engel) geschmückt, deren Blick nach oben gerichtet ist und die somit einer Himmelfahrt zuzuschauen scheinen; der äußere Bogen präsentiert Blatt- und Rankenmotive. Bei umfangreichen Grabungs- und Restaurierungsarbeiten in den Jahren 2007 bis 2009 kamen im Innern der Kirche weitere Reste figürlichen Bauschmucks ans Tageslicht. Die Fassade der Kirche wurde bereits im Jahr 1914 in die Liste der Monuments historiques aufgenommen; die übrigen Teile folgten im Jahr 1996.[1]

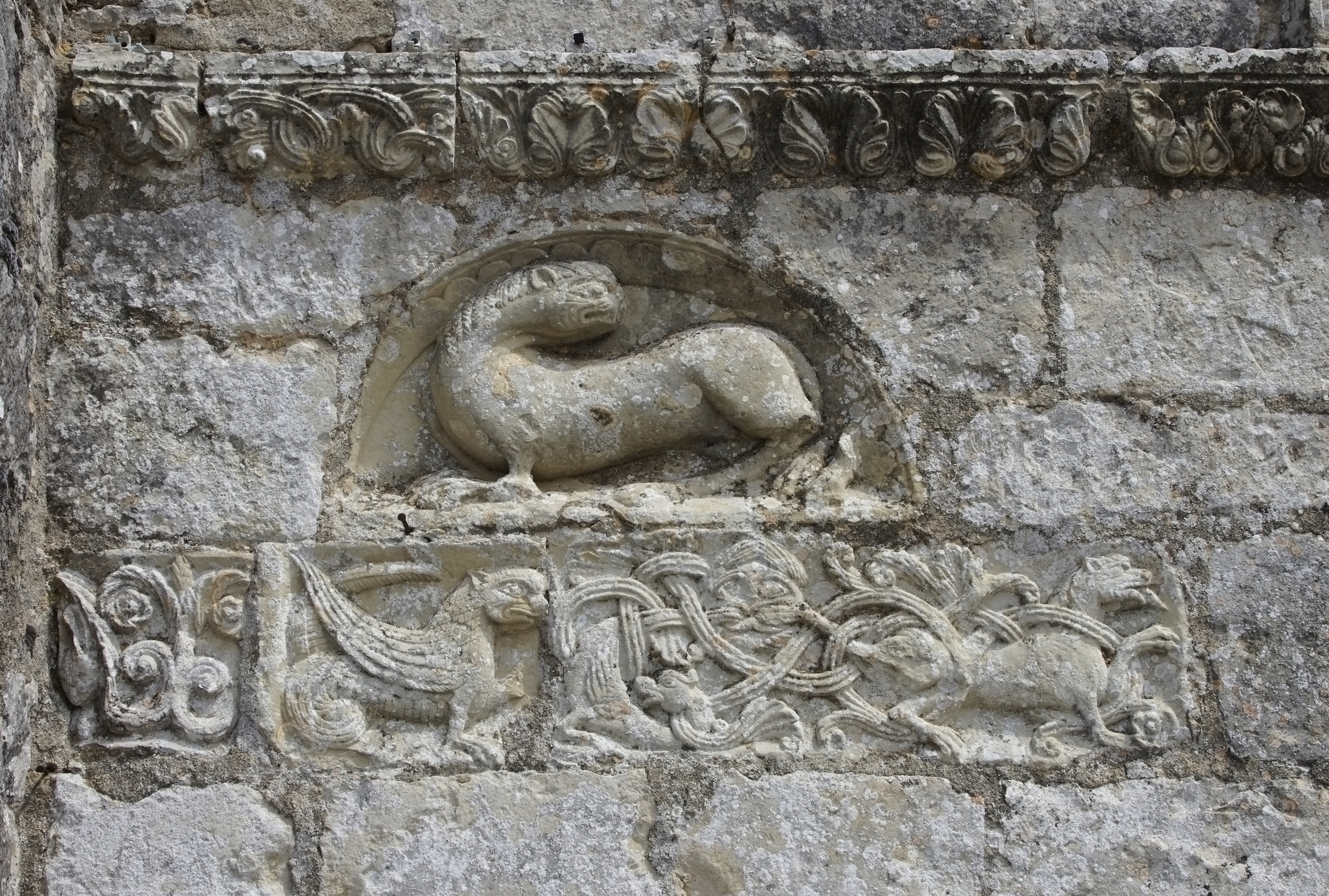
Wandschmuck links
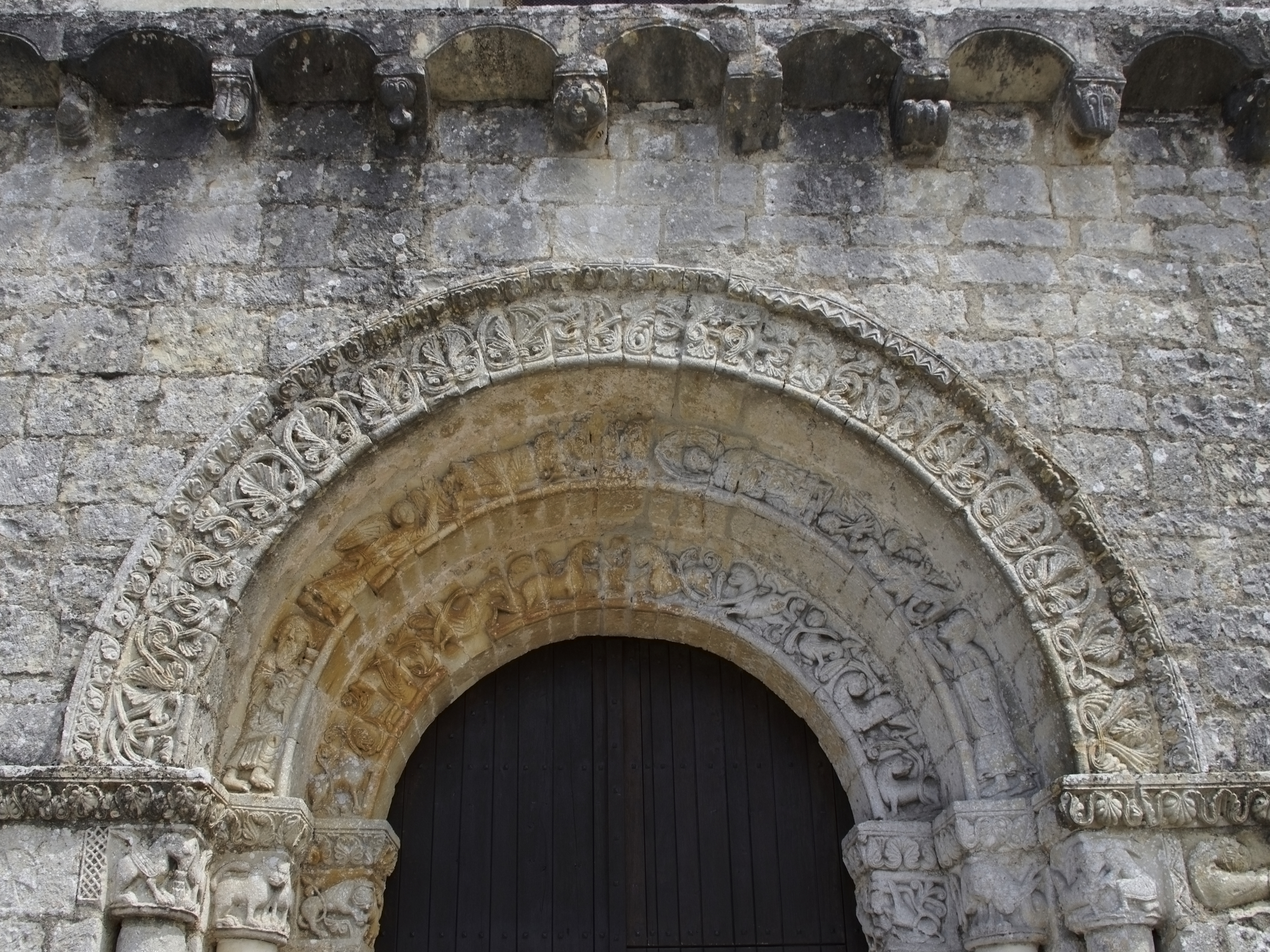
Archivolten des Portals
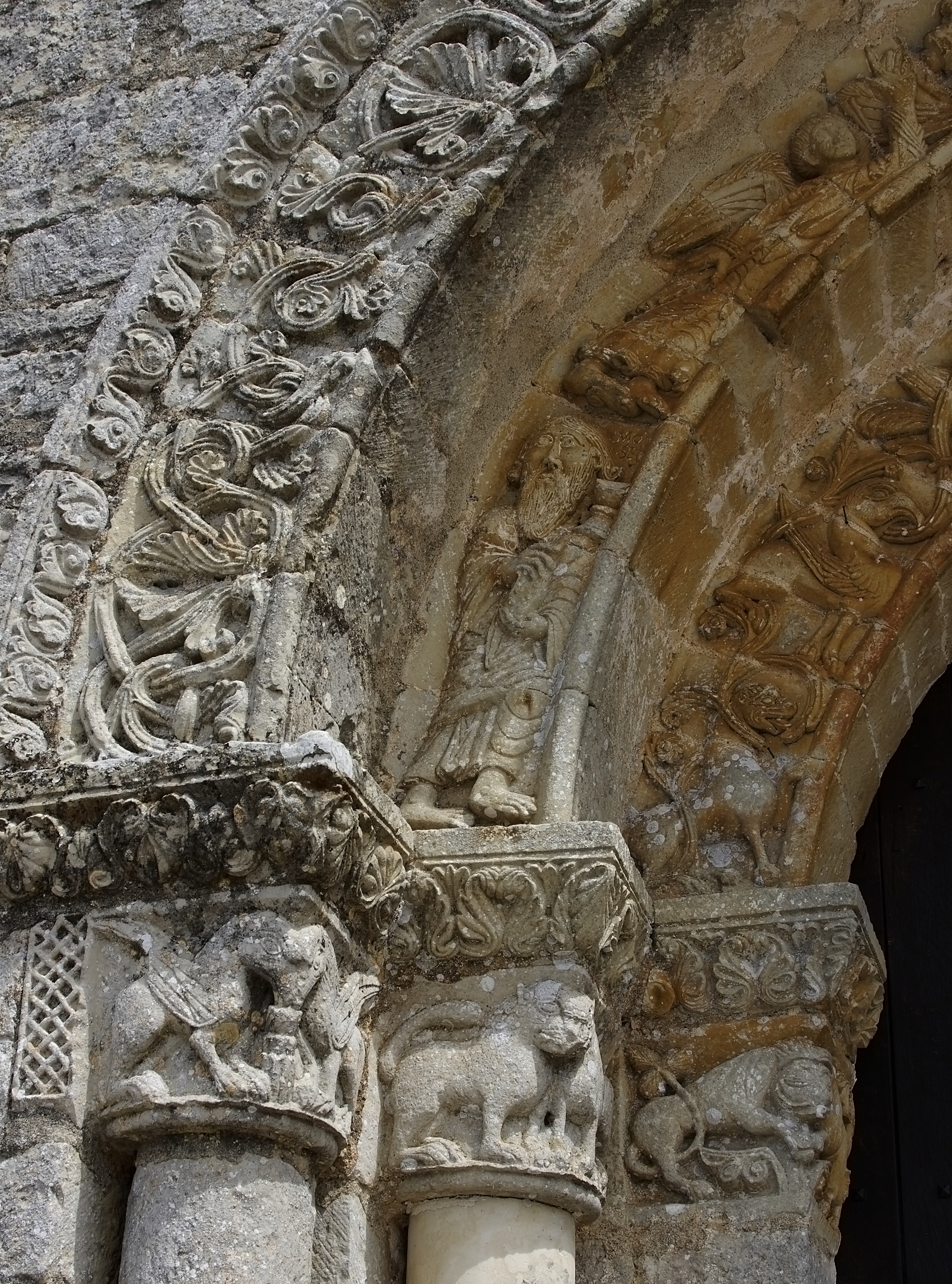
Archivolten des Portals (Detail)
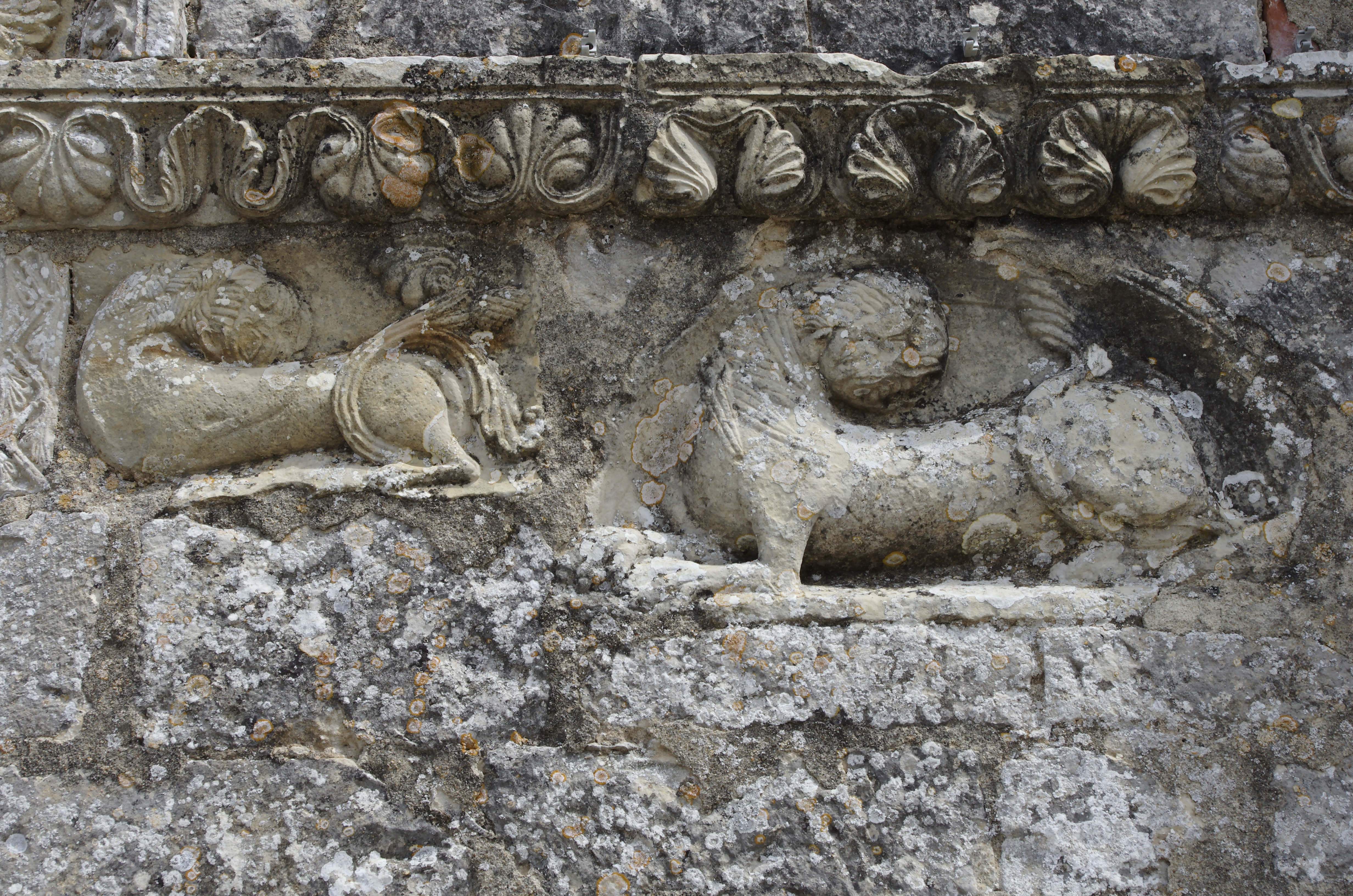
Wandschmuck rechts

- In unmittelbarer Nachbarschaft der Kirche befindet sich ein Haus mit einem seitlich stehenden mächtigen spätmittelalterlichen Treppenturm, der – wie üblich – als Rundturm errichtet wurde.